# منتزه سامي عبد الرحمن
منتزه سامي عبد الرحمن هو منطقة خضراء تقع في أربيل، كردستان العراق. ويعرف بكونه أكبر حديقة في العراق، ممتدة على عدة هكتارات من الأرض الخضراء.
والدخول للمتنزه للعامة من الناس والزائرين مجاني، فقط على الزائر والمصطاف ان يراعي قواعد المحافظة على نظافة المتنزهات، ويحوي متنزه سامي عبد الرحمن على العديد من ألعاب الأطفال والمطاعم ومعرض أربيل الدولي ومكتبة الزيتون العامة والمسارح وعددا من النصب والتماثيل وسينما صيفية وبحيرتين اصطناعيتين.

## الموقع
يقع في المنطقة الغربية من مدينة أربيل يحيط به الشارع الستيني من الشرق ويقع في الجهة المقابلة تماما لمبنى برلمان كردستان العراق وأيضا مجلس وزراء الإقليم. ويمر بجانبه من جهة الجنوب الطريق العام الممتد ما بين مدينتي أربيل والموصل.

## التاريخ
كان في السابق (قبل عام 1991) موقعا عسكريا يضم مجموعة كبيرة من الوحدات العسكرية. قامت حكومة إقليم كردستان بفرز 800 دونم من الأراضي الشاسعة التي كانت في السابق سلسلة معسكرات متجاورة وقررت تحويلها ما بعد منتصف تسيعينيات القرن الماضي إلى حديقة عامة واسعة وعامرة.

## التسمية
سمي المتنزه بهذا الاسم نسبةً إلى نائب رئيس حكومة إقليم كردستان الراحل سامي عبد الرحمن نائب رئيس حكومة إقليم كردستان، والذي استشهد مع كوكبة من القياديين الكردستانيين أثناء هجوم انتحاري نفذ في تبادل تهاني عيد الاضحى المبارك في اليوم الأول من شهر شباط عام 2004 في أربيل، وقد كان في حينه يتابع بشكل شخصي ويومي مراحل انجاز هذا المشروع الذي حول شطرا واسعا من المدينة إلى واحة خضراء.